# Bertil Qvist
Karl Bertil Mathias Qvist, född 21 oktober 1920 i Vasa, död 27 maj 1991 i S:t Karins, var en finländsk matematiker.
Qvist blev filosofie doktor 1953. Han var 1954–1962 lektor i matematik och 1962–1983 professor i tillämpad matematik vid Åbo Akademi. Han var 1969–1973 och 1975–1978 rektor för Handelshögskolan vid Åbo Akademi och 1975–1982 akademins prorektor.
Qvist undersökte bland annat, delvis i samarbete med Paul Kustaanheimo, så kallade ändliga geometrier. 